# Lacuna pallidula
Lacuna pallidula is een slakkensoort uit de familie van de Littorinidae. De wetenschappelijke naam van de soort is voor het eerst geldig gepubliceerd in 1778 door da Costa.